# Big Daddy Kane
Antonio Hardy (nacido el 10 de septiembre de 1968), más conocido como Big Daddy Kane, es un rapero ganador de un Premio Grammy y un VH1 Hip Hop Honor, productor, compositor, actor y modelo de Bedford-Stuyvesant, Brooklyn, Nueva York. Es considerado como uno de los raperos más influyentes y hábil MC de la historia del hip hop.
La revista Rolling Stone posicionó su canción "Ain't No Half-Steppin'" en su listado The 50 Greatest Hip-Hop Songs of All Time (Las 50 canciones más grandes del Hip-Hop de todos los tiempos), llamándolo "un maestro del dominio de las palabras de los finales de la era de oro y una gran influencia para una generación de MCs."

## Biografía
Durante su carrera, ha trabajado con artistas como Biz Markie, Marley Marl, Teddy Riley, Rudy Ray Moore y Barry White, además de escribir letras para Biz Markie o Roxanne Shante. Formó parte del legendario grupo Juice Crew, fundado por el productor Marley Marl. Kane fue el responsable de relanzar la carrera de Jay-Z, que comenzó con un mentor de lujo.
Big Daddy Kane será recordado como uno de los grandes raperos de la 'Golden Age' (edad de oro: 1986–1993) del hip hop. Kane experimentó con ritmos R&B y su alineación al Five Percent faction provocó críticas. Esto era un movimiento religioso y social afroamericano, fundado en el Harlem a finales de los 60' por Clarence 13X, (y que llegó a ser conocido como Allah) The Five Percent Nation (Nación del 5%) fue vista como una rama radical de la nación del Islam.
Debuta en 1988 con el LP Long Live the Kane en Cold Chillin' Records. El álbum lo define como un versátil MC, debido a los diferentes temas que cubre el trabajo (batallas, amor, política, comedia...). El tema más conocido del álbum es "Ain't No Half Steppin". Un año después, en 1989, publica su álbum más exitoso comercialmente hablando, It's a Big Daddy Thing, que contiene hits como "Smooth Operator", producida por él mismo. Vuelve a abarcar desde batallas de rimas hasta baladas de amor. Big dedicó un gran esfuerzo al tercer trabajo, Taste of Chocolate, donde aparte de demostrar su técnica, de primer nivel, a la hora de rimar, nos muestra colaboraciones destacadas como Barry White ( "All of Me"), Gamilah Shabazz, hija de Malcolm X ("Who Am I") o el comediante Rudy Ray Moore.
Prince of Darkness (1991) y Looks Like a Job For... (1993) fueron sus últimos álbumes con Cold Chillin' Records, siendo el último especialmente aclamado.
En 1996, antes del asesinato de 2Pac, se dijo que este tenía previsto crear su propia discográfica, Makaveli Records, y uno de sus artistas a firmar iba a ser Kane, y que los dos incluso grabarían un tema titulado "Wherever U Are".
Después, se marchó a MCA en 1994 donde grabó Daddy's Home, en 1998 Veteranz Day con Blackheart y finalmente, The Man, The Icon con Landspeed en 2002.
Big Daddy Kane fue un famoso 'pimp', aspecto que queda totalmente retratado en sus letras (incluso en sus títulos como "Pimpin' Ain't Easy").
Sin embargo, actualmente sigue haciendo giras y sumándose a proyectos. En 2002, Big Daddy Kane ha estado haciendo colaboraciones con artistas underground como Little Brother, The Alchemist y DJ Babu de the Beat Junkies. Recientemente, en 2003, grabó con el grupo de trip hop Morcheeba el tema "What's your Name".
Como actor, debutó en Posse, película del oeste de Mario Van Peebles.

## Legado
Big Daddy Kane es considerado como unos de los raperos más influyentes y capacitados de la era dorada del hip-hop. MTV le posicionó en el puesto n.º 7 en su lista Greatest MCs Of All Time (Más Grandes MCs de todos los tiempos), About.com lo posicionó en el puesto #3 en su lista "Top 50 MCs of Our Time," (Los mayores 50 Mcs de nuestro tiempo) y RZA lo mencionó como uno de sus Top 5 Mejores Mcs. En 2012, The Source lo posicionó #8 en su lista Top 50 Lyricists of All Time. (Mejores 50 liricistas de todos los tiempos). Kool Moe Dee lo describe como “Uno de los emcees más imitados jamás en el juego” y como “Uno de los más grandes emcees de todos los tiempos” y Ice-T dijo:
"Para mi, Big Daddy Kane es todavía hoy, uno de los mejores raperos. Yo pondría a Big Daddy Kane contra cualquier rapero en batalla. Jay-Z, Nas, Eminem, cualquiera de ellos. Yo tome todo el flow de su "Raw" del 88 y lo puse en cada récord (hasta hoy). Kane es uno de los más increíbles liricistas... y te devoraría en batalla. No quisiera tener que batallar contra Big Daddy Kane. Big Daddy Kane puede rapear de una manera que te encierra en círculos como a un gato".
Comentario original (Inglés):
"To me, Big Daddy Kane is still today one of the best rappers. I would put Big Daddy Kane against any rapper in a battle. Jay-Z, Nas, Eminem, any of them. I could take his 'Raw' "swagger" from 88 and put it up against any record [from today]. Kane is one of the most incredible lyricists… and he will devour you on the mic. I don't want to try to out-rap Big Daddy Kane. Big Daddy Kane can rap circles around cats".

Sus dos primeros álbumes son ambos considerados Clásicos del Hip-Hop y Rolling Stone dijo: “él ha recibido consistentes críticas muy prestigiosas”. En el libro, Rap-Up: The Ultimate Guide To Hip-Hop And R&B, Cameron y Devin Lazerine dijeron que Big Daddy Kane es “extensamente visto como uno de los mejores liricistas de su tiempo e incluso hoy en día recibe alago de muchos de los jóvenes”,, y el periodista musical Peter Shapiro dijo que Kane es “tal vez el más completo MC jamás”. Eminem se refiere a Big Daddy Kane en una de sus rimas en su canción ‘Yellow Brick Road’ de su álbum Encore diciendo: 
“...We was on the same shit, that Big Daddy Kane shit, With compound syllables sound combined”
 Traducción: 
“...Nosotros estábamos en esa misma mierda, la misma mierda que Big Daddy Kane, con silabas que compuestas suenan combinadas”
. También Eminem cita esta misma frase en su libro The Way I Am –, esto nos ilustra que tanto Big Daddy Kane ha influenciado el estilo de rapear de Eminem.

## Discografía
- 1988 Long Live the Kane (Cold Chillin')
- 1989 It's a Big Daddy Thing
- 1990 Taste of Chocolate
- 1991 Prince of Darkness
- 1993 Looks Like a Job For...
- 1994 Daddy's Home (RCA)
- 1998 Veteranz Day (Blackheart)
- 2002 The Man, The Icon (Landspeed)(Produced by Alchemist and DJ Babu on 2002's "Duck Season Vol. 1"
- 2007 Best of Big Daddy Kane (Alter Ego)
- 2009 The Wrath (J-Love Enterprises)

## Filmografía
- 1993 Posse como Father Time[16]
- 1993 The Meteor Man como el pirata.[17]
- 1994 Gunmen como él mismo
- 2005 Dave Chappelle's Block Party como él mismo.[18]
- 2007 Dead Heist como el cazador.[19]
- 2008 Love for Sale.[20]
- 2015 Real Blood: The True Beginning
- 2016 Exposed
- 2016 Movie Madness